# Georgije Hranislav
Georgije Hranislav, magyarosan Chraniszlav György (Gavriil György) (Ruma, 1775. november 8. – Újvidék, 1843. június 22.) ortodox püspök.

## Élete
1804–1811-ben a karlovaci gimnázium tanára volt és 1811-ben lett barát-szerzetes; 1828-ban pakráci püspöknek nevezte ki a Fruska gorai archimandrita.

## Munkái
- Czviet na grob Joana Raicsa Koviliszkago Archim. dne 11. dek. 1801. Uszopszago. Buda, 1802. (Virág Raics János kovili zárdafőnök sírjára. Költemény.)
- Povarnaja knjiga. Uo. 1804. (Szakácskönyv.)
- Riecsi nadprobnija. Buda, 1808. (Halotti beszédek.)